# Ernest Panian
Ernest Panian (Metlika, 10. siječnja 1877. – Zagreb, 25. travnja 1941.) bio je hrvatski pravnik, poduzetnik, kolekcionar i mecena.

## Životopis
Rođen je u Metliki 10. siječnja 1877. u obitelji učitelja Josipa i Katarine Panian (r. Strmolić), a umro je u Zagrebu 25. travnja 1941.
Bio je osobni sekretar grofa Istvána Tisze, prijatelj i suradnik Baruna  Viktora Gutmanna, zastupnik Banca Commerciale Italiana te International Investiment Co.  za kraljevinu SHS, suvlasnik tvrtke »Pruga d.d.« iz Zagreba te viši savjetnik državnih željeznica kao i jedan od četiri državna komesara svih vicinalnih željeznica kraljevine SHS (imenovan 19. svibnja 1919.).
Studij prava završio je u  Budimpešti gdje je potom ostao kao pravni savjetnik Austro-Ugarskih željeznica. 
Svojim političkim utjecajem pomogao je razriješenju Hrvatsko Ugarskih političkih prijepora i pomogao ponovnoj uspostavi Hrvatske vlasti,  Hrvatskog sabora, u studenom 1913. Po raspadu Monarhije donosi svu dokumentaciju o željeznicama u  Sloveniji,  Hrvatskoj i  Vojvodini te brojne katastarske dokumente u Kraljevinu SHS za što je bio nagrađen. 
Podigao je 1929. modernističku Vilu Panian u  Bosanskoj 10 u Zagrebu koju je po njegovim zamislima projektirao inženjer i graditelj Leo Neuberger, a stepeništa, intarzije i interijere osmislio je i realizirao arhitekt Zdenko Strižić.
Novčano je pomagao brojne hrvatske književnike s kojima je prijateljevao:  Nikolu Polića,   Janka Polića Kamova,  Vladimira Čerinu,   Ljubu Wiesnera, i druge. 
Bio je oženjen s Adelom Panian rođenom Keffer nećakinjom najdugovječnijeg osječkog gradonačelnika  Vjekoslava Hengla te kasnije s Franciskom Fani Panian rođenom Fuchs. 
Otac je hrvatske slikarice  Olge Kovalsky (Panian), djed hrvatskog arhitekta  Aleksandra Bakala te pradjed hrvatskih umjetnika  Ivane Bakal i  Borisa Bakala. 
Umro je od posljedica perforacije slijepog crijeva i postoperativne sepse u privatnoj poliklinici Senatorij u Klaićevoj ulici (arhitekta Ignjata Fischera) u Zagrebu koje je bio jedan od utemeljitelja. 
Pokopan je u obiteljskoj grobnici na Mirogoju.